# Матери Шико Хавьера (фильм)
«Матери Шико Хавьера» (англ.  As Mães de Chico Xavier ) —драма режиссёра Глаубера Филхо. Мировая премьера: 1 апреля 2011 года.

## Сюжет
Фильм рассказывает историю трёх матерей: Рут, чей сын страдает от наркотической зависимости, Элизы, которая пытается смириться со смертью ребёнка, Лары, столкнувшейся с дилеммой незапланированной беременности. Каждая из них потеряла любимого человека и не знает, как жить дальше. Пути женщин пересекаются у знаменитого медиума Шико Хавьера — человека, способного заглянуть за грань смерти и дать им возможность последний раз связаться с умершими.

## В ролях
| Актёр                | Роль        |
| -------------------- | ----------- |
| Нелсон Шавьер        | Шико Хавьер |
| Vya Negromonte       | Рут         |
| Ванесса Жербелли     | Элиза       |
| Таина Мюллер         | Лара        |
| Эрсон Капри          | Марио       |
| Кайу Блат            | Карл        |
| Дэниэл Диас да Силва | Рауль       |
| Густаву Фалькан      | Сантьяго    |
| Неуза Боржес         | гувернантка |
| Gabriel Pontes       | Тео         |

## Съёмочная группа
- Режиссёр: Глаубер Филхо, Халдер Гомес
- Продюсеры: Luis Eduardo Girão, Амори Кандидо, Флавиу Феррейра, Sidney Girão, Рик Халперн, Леонардо Лил, Джерсон Сангинитто
- Сценарист: Глаубер Филхо, >Emmanuel Nogueira, Marcel Souto Maior
- Композитор: Флавиу Вентурини
- Оператор: Карина Сангинитто
- Хуждожник: Фабио Васконцелос

### Награды
- 2011 — Los Angeles Brazilian Film Festival, US — лучшая актриса второго плана (Таина Мюллер[англ.]).
- 2011 — Prêmio Contigo Cinema, Brazil (выбор зрителей) — лучшая актриса второго плана (Таина Мюллер[англ.]).

### Номинации
- 2011 — Prêmio Contigo Cinema, Brazil (выбор жюри) — лучшая актриса второго плана (Таина Мюллер[англ.]).